# Bolesław Bolkowski
Bolesław Bolkowski, właśc. Bolesław Altmajer, także Bolesław Altmajer-Bolkowski (ur. 18 listopada 1894 w Łodzi, zm. 16 lutego 1978, tamże) – polski aktor teatralny i filmowy.

## Życiorys
Był aktorem Teatru Polskiego w Łodzi (1918–1919), Teatru Polskiego w Wilnie (1920–1922), Teatru Polskiego w Katowicach (1922–1924). W 1924 osiadł w Łodzi, gdzie w latach 1924–1929 był aktorem Teatru Popularnego. Po II wojnie światowej był związany z Teatrem Gong – Teatrem dla Wszystkich (1945–1946), Teatrem Wojska Polskiego (1946–1949). W latach 1949–1951 występował na deskach Teatru Wybrzeże w Gdańsku, zaś w latach 1951–1970 oraz 1975–1977 grał w Teatrze Nowym w Łodzi.
Został pochowany na Starym Cmentarzu w Łodzi.

## Odznaczenia
- Krzyż Kawalerski Orderu Odrodzenia Polski[2]
- Złoty Krzyż Zasługi (1955)[2][4]
- Medal 10-lecia Polski Ludowej[2]

## Filmografia
- 1946: „Zakazane piosenki” – granatowy policjant
- 1948: „Skarb”
- 1953: „Trudna miłość”
- 1956: „Nikodem Dyzma”
- 1963: „Uczciwa dziewczyna” – Tita
- 1965: „Wyspa pokoju”
- 1965: „Głos ma prokurator”
- 1967: „Cyrograf dojrzałości”
- 1970: „Nora”
- 1976: „Zielone, minione...”
- 1976: „Zaklęty dwór” (odc. 5)
- 1977: „Lalka” – rejent (odc. 9)

Źródło: FilmPolski.pl.